# المعصرة (الشغادرة)

تعديل مصدري - تعديل

المعصرة هي إحدى قرى عزلة قلعة حميد بمديرية الشغادرة التابعة لمحافظة حجة، بلغ تعداد سكانها 508 نسمة حسب تعداد اليمن لعام 2004.